# Мордовские Сыреси
Мордовские Сыреси (эрз. Сырезеле) — село в Атяшевском районе Республики Мордовия. Входит в состав Аловского сельского поселения.

## География
Расположено на речке Хмелёвке, в 40 км от районного центра и железнодорожной станции Атяшево.

## История
Название-антропоним: от дохристианского мордовского имени Сыресь. Основано переселенцами из д. «Сыресево Инберского беляка Верхосурского стана Алаторского уезда». По «Переписной книге мордовских селений Алатырского уезда» (1671), в деревне было 3 жилых и 2 пустых двора. В «Списке населённых мест Симбирской губернии» (1859) Мордовские Сыреси — деревня удельная из 73 дворов Алатырского уезда. В 1928 году переселенцы из Мордовских Сыресей основали посёлок (в 1965 г. он был исключён из учёта административно-территориального деления). В 1929 году здесь был создан колхоз «Красная Сеча», с 1997 г. — СХПК «Красный садовод».

## Население
| 2002 | 2010 | 2012 | 2013 |
| ---- | ---- | ---- | ---- |
| 184  | ↘124 | ↘110 | ↘104 |

## Инфраструктура
На территории села находятся основная школа, библиотека, Дом культуры, медпункт, магазин.

## Источник
- Энциклопедия Мордовия, И. С. Марискин, О. И. Марискин.